# Jadwiga Adamczewska-Miklaszewska

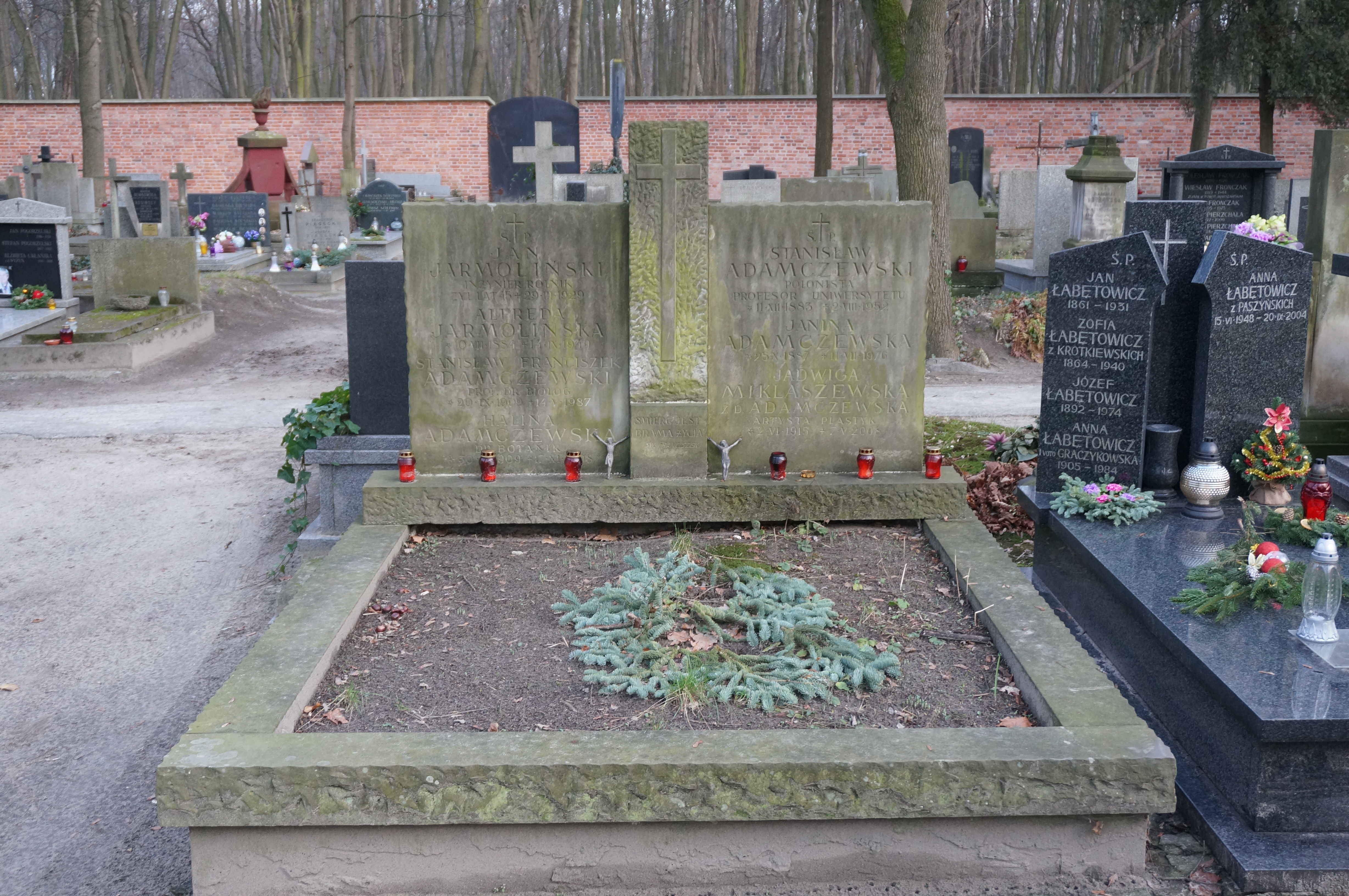
Grób rodziny Adamczewskich na cmentarzu Powązkowskim

Jadwiga Adamczewska-Miklaszewska (ur. 2 czerwca 1915 w Warszawie, zm. 7 maja 2008 tamże) – polska artystka plastyczka, projektantka przemysłowa, specjalizująca się w sztuce użytkowej, głównie w ceramice artystycznej.

## Życiorys
Była córką Janiny z d. Jankiewicz (1887-1976) i Stanisława Adamczewskiego - historyka literatury, późniejszego profesora Uniwersytetu Łódzkiego; miała starszego brata prof. Stanisława Franciszka Adamczewskiego - biologa, entomologa.
W latach 1933–1939 studiowała malarstwo w Akademii Sztuk Pięknych w Warszawie (na Wydziale Malarstwa) u prof. Felicjana Kowarskiego i prof. Jana Sokołowskiego, dyplom uzyskała w 1948 roku; w latach 1950-1952 kontynuowała studia na ASP w Warszawie na Wydziale Rzeźby, uzyskując w 1952 absolutorium z ceramiki u prof. Wandy Golakowskiej.
Podczas studiów (w latach 1948-1952) pracowała w Zarządzie Sekcji Architektury Wnętrz Okręgu Warszawskiego Związku Polskich Artystów Plastyków (przez 2 kadencje była sekretarzem i wiceprzewodniczącym Sekcji).
W latach 1952–1979 była konsultantem i rzeczoznawcą Zjednoczenia Przemysłu Szkła i Ceramiki oraz Zjednoczenia Ceramiki Budowlanej Centrali Handlu Zagranicznego MINEX.
W latach 1961–1968 była projektantką w Instytucie Wzornictwa Przemysłowego w Warszawie i Instytucie Przemysłu Szkła i Ceramiki (obecnie - 2020 Instytut Ceramiki i Materiałów Budowlanych) w Warszawie, a w latach 1968-1975 adiunktem w Instytucie Szkła i Ceramiki w Warszawie.
W 1974 należała do współzałożycieli grupy artystów ceramików - Stowarzyszenia Artystów Ceramików KERAMOS (obok m.in. Henryka Gaczyńskiego, Zofii Czerwosz, Mirona Grześkiewicza, Jerzego Krawczuka, Marty Podoskiej-Koch, Eweliny Michalskiej, Magdaleny Winiarskiej-Gutowskiej, Wandy Manteuffel, Marka Moderau, Marka Kotarby); w 1977 uczestniczyła w pierwszej wystawie Keramosu w warszawskiej Galerii Rzeźby.
Była autorką kompozycji malarskich, tkanin, ale przede wszystkim wzorów przemysłowych z ceramiki: wazonów, popielniczek, serwisów kawowych.

## Projekty[a]
- 1961 – popielniczka kulista, producent Zakład Szkła i Ceramiki Instytutu Wzornictwa Przemysłowego (IWP)
- 1961 – mineralka, producent Zakład Szkła i Ceramiki IWP
- 1961 – butelka do wody kolońskiej, producent Zakład Szkła i Ceramiki IWP
- 1961 – popielniczka z nóżką, producent Zakład Szkła i Ceramiki IWP
- 1961 – bombonierka, producent Zakład Szkła i Ceramiki IWP
- 1961 – wazon dekorowany reliefem, producent Zakład Szkła i Ceramiki IWP
- 1962 – popielniczka 2-częściowa
- 1962 – wazon dekorowany reliefem pionowym
- 1962 – wazon fajansowy z motywem MDM
- 1962 – wazon fajansowy z motywem Syrenki
- 1963 – popielniczka
- 1963 – popielniczka duża 2-częściowa
- 1965 – seria wazonów wieloprofilowych
- 1966 – serwis do kawy dla żeglugi morskiej
- 1966 – projekt uchwytów do piły-płatnicy, producent: Fabryka Pił i Narzędzi w Wapiennicy koło Bielska
- 1966 – noże do filetowania ryb (wersja z rękojeścią z drewna i z tworzyw sztucznych)
- 1966 – projekty lamp z porcelany elektrotechnicznej
- 1967 – obudowa aparatu telefonicznego
- 1967-1968 – wazon wieloprofilowy
- 1967-1968 – wazony składane
- 1967-1968 – projekty naczyń żeliwnych (brytfanna z pokrywą, rondel z trzonkiem, patelnia z trzonkiem)
- 1968 – kinkiet reliefowy
- przed 1970 – kompozycje malarskie na płytach szamotowych: „Dysputa”, „Spotkanie”, „Homo homini lupus”
- 1970 – projekt wielowersyjnego zestawu naczyń stołowych
- po 1970 – kompozycje malarskie na płytach szamotowych: „Dysputa I”, „Dysputa II”,
- po 1970 – kompozycje malarskie na płytach szamotowych: „Praca twórcza”, „Pięć propozycji na jeden temat”
- 1974 – projekty naczyń kamionkowych termoodpornych
- 1974 – zestaw naczyń reliefowych z porcelany
- 1974-1982 – projekty elementów architektonicznych

Jej prace znajdują się w zbiorach m.in. Muzeum Narodowym w Warszawie (popielniczki), Muzeum Narodowego we Wrocławiu (kompozycja malarska na płytach szamotowych „Dysputa” (nr inw. XVlll-940, XVlll-941).

## Wystawy zbiorowe[b]
- 1952 – Wystawa Młodych Przodowników Budowniczych Polski Ludowej, Warszawa (II nagroda)
- 1952 – I Ogólnopolska Wystawa Architektury Wnętrz i Sztuki Dekoracyjnej, Zachęta, Warszawa
- 1968 – pokonkursowa wystawa „Jeździec i koń”, Warszawa (wyróżnienie)
- 1969 – Wystawa Ceramika i Szkło z cyklu „Polska Sztuka Użytkowa w XXV-lecie PRL”, Wrocław
- 1969 – Projektowanie Form Przemysłowych z cyklu „Polska Sztuka Użytkowa w XXV-lecie PRL”, Lublin
- 1969 – Wzornictwo w Przemyśle Szklarskim i Ceramicznym, IWP, Warszawa
- 1969 – Wystawa Ceramika i Szkło z cyklu „Polska Sztuka Użytkowa w XXV-lecie PRL”, Ryga, Moskwa
- 1969 – Wystawa Postępu Techniki, Paryż
- 1969 – XXIV Międzynarodowa Wystawa Ceramiki Artystycznej, Faenza
- 1969 – XI Międzynarodowa Wystawa Ceramiki, Perugia
- 1970 – III Festiwal Sztuk Pięknych, Warszawa (brązowy medal)
- 1970 – Międzynarodowe Biennale Ceramiki Artystycznej, Vallauris (Francja)
- 1971 – IV Festiwal Sztuk Pięknych Warszawa (wyróżnienie)
- 1972 – l Okręgowa Wystawa Wzornictwa Przemysłowego, Warszawa
- 1973 – Międzynarodowe Triennale Porcelany, Jablonec
- 1977 – Grupa KERAMOS, Galeria Rzeźby, Warszawa
- 1979 – Wystawa Ceramiki Polskiej, Wałbrzych
- 1979 – Międzynarodowe Targi Poznańskie, Poznań
- 2003 – VI Międzynarodowe Biennale Ceramiki „Pomiędzy”, IWP, Warszawa
- 2007 – „Kolekcje wzornictwa - odsłona pierwsza”, Nowa Galeria Muzeum Plakatu w Wilanowie, Warszawa
- 2011 – "Chcemy być nowocześni". Polski design 1955-1968, Muzeum Narodowe, Warszawa

konkursy
- 1951 – konkurs Biura Nadzoru Estetyki Produkcji (BNEP)[5]  (I nagroda)
- 1968 – konkurs Cepelii na ceramiczne kompozycje figuralne (wyróżnienie).

## Nagrody[c]
- 1967 – Nagroda Zbiorowa Ministra Przemysłu Ciężkiego za projekt porcelanowych opraw oświetleniowych
- 1968 – Nagroda Ministra Przemysłu Maszynowego
- 1968 – Nagroda Ministra Budownictwa i Przemysłu Materiałów Budowlanych (MBiPMB) za projekt porcelanowych opraw oświetleniowych
- 1970 – Nagroda MBiPMB za osiągnięcia w projektowaniu i prototypowaniu, za projekt wieloseryjny zestawu naczyń stołowych

Należała do Związku Polskich Artystów Plastyków Okręgu Warszawskiego, w 1968 wchodziła w skład  Komisji ds. Wzornictwa Przemysłowego przy Zarządzie Głównym ZPAP.
Była autorką prac teoretycznych z zakresu wzornictwa przemysłowego.
Pochowana na cmentarzu Powązkowskim w Warszawie (kwatera 348-2-1/2).